# Dreta
La dreta és un conjunt de filosofies i ideologies polítiques, que poden anar de l'extrema dreta al centredreta, que s'oposen a l'esquerra política i que tenen en comú defendre la llibertat de mercat amb la mínima intervenció del govern i de l'Estat, ja que, per a ells, el mercat sol s'organitza de la millor manera possible. Solen reivindicar majors llibertats, drets i beneficis econòmics per als propietaris d'empreses i terratinents, ja que des d'un punt de vista de dretes són els que creen la riquesa per a la resta dels ciutadans. Les persones de dretes solen estar convençudes que el sector públic ha de gestionar-se amb l'objectiu del màxim benefici econòmic, i no social, i que això només ho saben fer bé els empresaris.
Aquesta accepció es deu al fet que, en l'Assemblea Constituent que es va formar a França després de la Revolució Francesa, els constituents més radicals, els jacobins, que propugnaven la transformació de la monarquia constitucional en una república, ocupaven el cantó esquerre de l'hemicicle legislatiu, els altres, el cantó dret. Els termes dreta i esquerra, utilitzats en la pràctica parlamentària, passarien a considerar-se categories primordials de la identitat política a inicis del segle xx.
Tradicionalment són contraris als impostos i favorables a reduir-los al màxim, en especial els proporcionals i els progressius, com l'impost sobre la renda. També s'oposen als bonus, mallus, i polítiques d'igualtat de qualsevol mena. Solen, en canvi, promoure les privatitzacions i defensar, i ser defensats, per les patronals. A Europa tradicionalment la dreta política està associada a una mentalitat conservadora pel que fa a la família (s'oposa a l'avortament, a les relacions homosexuals, a les famílies monoparentals, etc.), la religió i les qüestions socials en general. També a Europa, i sobretot les dretes més extremes, sovint estan associades al nacionalisme (tot i que també existeix nacionalisme d'esquerres) i al centralisme (l'esquerra sol ser en canvi més localista, i algunes vegades poden ser titllades de regionalistes).
Políticament, al món occidental, els partits o grups de pressió es poden dividir en dues branques: dreta i esquerra. Aquesta concepció és molt etnocèntrica, ja que es refereix a la situació europea i no és traslladable a altres zones del món. S'associa la dreta als partis conservadors, defensors del neoliberalisme i democristians. Acostuma a defensar una moral tradicional de base judeocristiana i mínim intervencionisme econòmic de l'Estat.